# .50 GI
.50 GI — пистолетный унитарный патрон центрального воспламенения, разработанный Алексом Циммерманом (Alex Zimmermann) и Виком Тиббетсом (Vic Tibbets), основателями фирмы Guncrafter Industries, и выпускающийся одноимённой фирмой с 2004 г. Имеет цилиндрическую гильзу с уменьшенной закраиной.

## Особенности и применение
Для стрельбы патронами .50 GI могут использоваться пистолеты калибра .45 ACP после замены ствола, затвора и магазина. В настоящее время данный боеприпас не нашел широкого применения ввиду того, что в калибре  .45 ACP хватает вариантов боеприпасов сравнимых по эффективности и стоящих в сумме мероприятий по переделке пистолета гораздо меньше.